# SC Charlottenburg
Maillots
Dernière mise à jour : 7 mai 2011.
Le SCC Berlin (ou Sport-Club Charlottenburg Berlin) est un club de sportif allemand localisé dans le quartier de Westend, dans l'arrondissement de Charlottenburg-Wilmersdorf, à Berlin.
Son équipe masculine de football joua en 2. Bundesliga dans les années 1980 sous le nom de "SC Charlottenburg".
Outre le Football, le club propose plus de 25 départements différents. Son équipe de Volley-ball (qui joue sous l'appellation  de Berlin Recycling Volleys) évolue dans la "1. Bundesliga" de la discipline. Son équipe de Hockey sur gazon participe à la "2. Bundelisga".

## Localisation

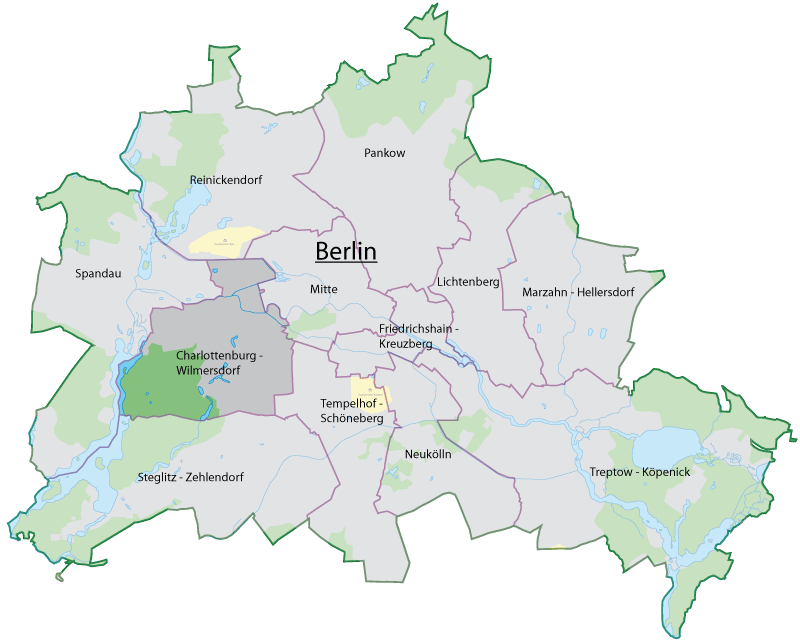
Localisation de l'arrondissement de Charlottenburg-Wilmersdorf

## Histoire

### Généralités

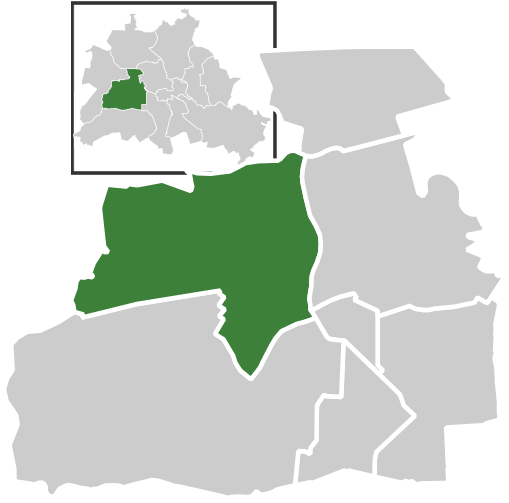
Localisation du quartier dans l'arrondissement

Le club fut fondé le 15 septembre 1902 à l'Institut de Danse Eckmann (Eckmanns Tanzinstitut) sous l'appellation Charlottenburger Sport-Club 1902 (en abrégé: ChSC 02) dans l'ancienne Scharrenstrasse (de nos jours Schustehrusstrasse). À l'époque, il s'agissait d'un cercle de "Barlaufspiel", un ancien jeu d'équipe pratiqué en Allemagne dans lequel les participants effectuent des mouvements gymniques. Une section Athlétisme se développa rapidement et remplaça le Barlaufspiel. En 1908 apparut la section football. 
Le 11 mai 1911, le cercle fusionna avec le Sport-Club Westen 05 pour former le SC Charlottenburg. À cette occasion, le club changea ses couleurs officielles. Il passa du Jaune et Bleu (couleurs de Charlottenburg) pour le Noir et Blanc.
Entre 1910 et 1926, le premier terrain du SC Charlottenburg se trouvait près de la gare ferroviaire de Witzleben à l'endroit où se trouve l'actuel « Internationales Congress Centrum ». Depuis les années 1930, le club évolue dans ce qui est de jours appelé le Mommsenstadion.
En 1945, le club fut dissous par les Alliés, comme tous les clubs et associations allemands (voir Directive n°23). Il fut reconstitué sous la dénomination de Sportgruppe Charlottenburg ou SG Charlottenburg. Le 10 octobre 1949, il reprit son appellation de SC Charlottenburg.

## Football

Logo historique du SC Charlottenburg

La section football du SC Charlottenburg commença ses activités en 1908. Après la Première Guerre mondiale, en 1919, elle s'unit avec le FC Union 08 Halensee pour former le FC Union-SC Charlottenburg. L'équipe évolua dans la plus haute ligue de la Verband Brandenburgischer Ballspielvereine (VBB). En 1926, le club joua la finale berlinoise contre le SV Norden-Nordwest (défaite 0-1 et 2-4). Par la suite, le club recula et joua à l'ascenseur entre les 1e et 2e niveaux berlinois.
Après l'arrivée au pouvoir des Nazis, en 1933, ceux-ci exigèrent la création des Gauligen. Le SC Charlottenburg n'accéda jamais à la Gauliga Berlin-Brandenburg.
Après la dissolution de tous les clubs sportifs par les Alliés en 1945 (voir Directive n°23), la section football du SC Charlottenburg s'associa avec le Tennis Borussia Berlin au sein du Sportgruppe Charlottenburg ou SG Charlottenburg.  Sous cette appellation, l'équipe prit part à la Berliner Stadtliga 1945-1946, une compétition lors de laquelle trente-six "SG" furent répartis en quatre séries de neuf. Troisième de son groupe, le SG Charlottenburg se qualifia pour faire partie des douze équipes formant la Berliner Stadtliga 1946-1947 qu'il remporta. Lors de la première édition de l'Oberliga Berlin, le SG Charlottenburg se classa troisième. Pendant la saison 1948-1949, les Sportgruppe disparurent et les clubs retrouvèrent leurs anciennes appellations. Dans la plus haute ligue, ce fut le Tennis Borussia Berlin qui prit la place du SG Charlottenburg. Ayant retrouvé son nom et son indépendance, le SC Charlottenburg évolua dans les ligues inférieures.
Pendant de nombreuses saisons, le SC Charlottenburg évolua dans la A-Klasse ou la B-Klasse de Berlin-Ouest, des ligues situées aux 3e et 4e niveaux.
Ce fut à partir de 1978, que le cercle connut une série de succès. En 1979, il monta en A-Klasse puis deux ans plus tard, il accéda à l'Oberliga Berlin, une ligue à l'époque située au 3e étage de la pyramide du football allemand. En 1982, le SC Charltottenburg fut Berliner Meister. Via le tour final, il gagna sa place en Zweite Bundesliga. Il redescendit après une saison. Mais en 1985, il retourna dans l'antichambre de l'élite. Il connut alors deux relégations consécutives qui le firent chuter au 4e niveau pour la saison 1987-1988.
Le SC Charltottenburg remonta directement et participa aux trois dernières saisons d'existence de l'Oberliga Berlin qui fut dissoute en 1991. À la suite de la chute du Mur de Berlin et à la réunification allemande, la Deutscher Fussball Bund vit revenir dans son giron, un grand nombre de clubs de l'ex-RDA. La réformes des ligues était donc un passage obligé. À partir de la saison 1991-1992, l'Oberliga Nordost couvrit le territoire de l'ancienne RDA. La Berliner Fußball-Verband (BFV) rejoignit la nouvelle Nordostdeutscher Fußballverband (NOFV).
Jusqu'en 1994, le SC Charlottenburg joua en Oberliga Nordost, Groupe Centre. Ensuite, après l'instauration des Regionalligen, le club passa au 4e niveau, en Oberliga Nordost Nord. Il en conquit le titre en 1996 et monta en Regionalliga Nordost. Il n'y joua qu'une saison puis redescendit.
En 1999, le SC Charlottenburg fut relégué en Verbandsliga Berlin, soit au 5e niveau. Le cercle resta une dizaine de saisons en milieu de tableau dans cette ligue qui recula au 6e étage de la pyramide lors de la création de la 3. Liga, en 2008. L'année suivante le SC Charlottenburg  chuta en Landesliga Berlin.
En 2010-2011, le SC Charlottenburg évolue en Landesliga Berlin (Groupe 2), soit au 7e niveau de la hiérarchie de la DFB.

### Palmarès (football)
- Champion de l'Oberliga Berlin (III): 1983, 1986.
- Champion de l'Oberliga Nordost Nord (IV): 1996.

### Joueurs connus (football)
- Andreas Köpke

## Athlétisme
La section Athlétisme du SC Charlottenburg se développa à partir de 1904, mais ne fut officiellement constitué qu'en 1919. En 1908, des membres du club participèrent à la course relais "Berlin-Potsdam".  
Dès les premières années, les athlètes du SC Charlottenburg se mirent en évidence. En 1911, Georg Mickler apporta un premier record du monde à son club (1000 mètres). Paul Nettelbeck participa aux J.O. de 1908 sur le 5 Miles. La même année, sur 1500m, il fut le premier champion d'Allemagne du club. 

### Médaillés olympiques (athlétisme)

#### Médailles d'Or
- Gerhard Stöck - Berlin 1936 - Lancer du poids
- Robert Harting - Londres 2012 - Lancer du disque
- Christoph Harting - Rio de Janeiro 2016 - Lancer du disque

#### Médailles d'Argent
- Helmut Körnig - Los Angeles de 1932 - relais 4 × 100m
- Arthur Schwab - Berlin 1936 - 50km Marche

#### Médailles de Bronze
- Helmut Körnig - Amsterdam 1928 - sur 200m
- Gerhard Stöck - Berlin 1936 - Lancer du marteau
- Bodo Tümmler - Mexico 1968 - 1500m

## Volley
Voir article sur Berlin Recycling Volleys

### Palmarès Volley
- National
  - Championnat d'Allemagne : 1993, 2003, 2004, 2012, 2013
  - Coupe d'Allemagne : 1994, 1996, 2000

## Sources & Liens externes
- Website officiel du SC Charlottenburg Berlin
- Portail de la section football du SC Charlottenburg Berlin
- Portail de la section Hockey du SC Charlottenburg Berlin
- Portail de la section Volley-ball du SC Charlottenburg Berlin
- Archives des ligues allemandes de football depuis 1903
- Base de données du football allemand
- Actualités et archives du football allemand
- Site de la Fédération allemande de football